# Bembidion dorsale
Bembidion dorsale är en skalbaggsart som beskrevs av Thomas Say 1823. Bembidion dorsale ingår i släktet Bembidion och familjen jordlöpare. Inga underarter finns listade i Catalogue of Life.